# Johan de Witt
Pour les articles homonymes, voir de Witt.

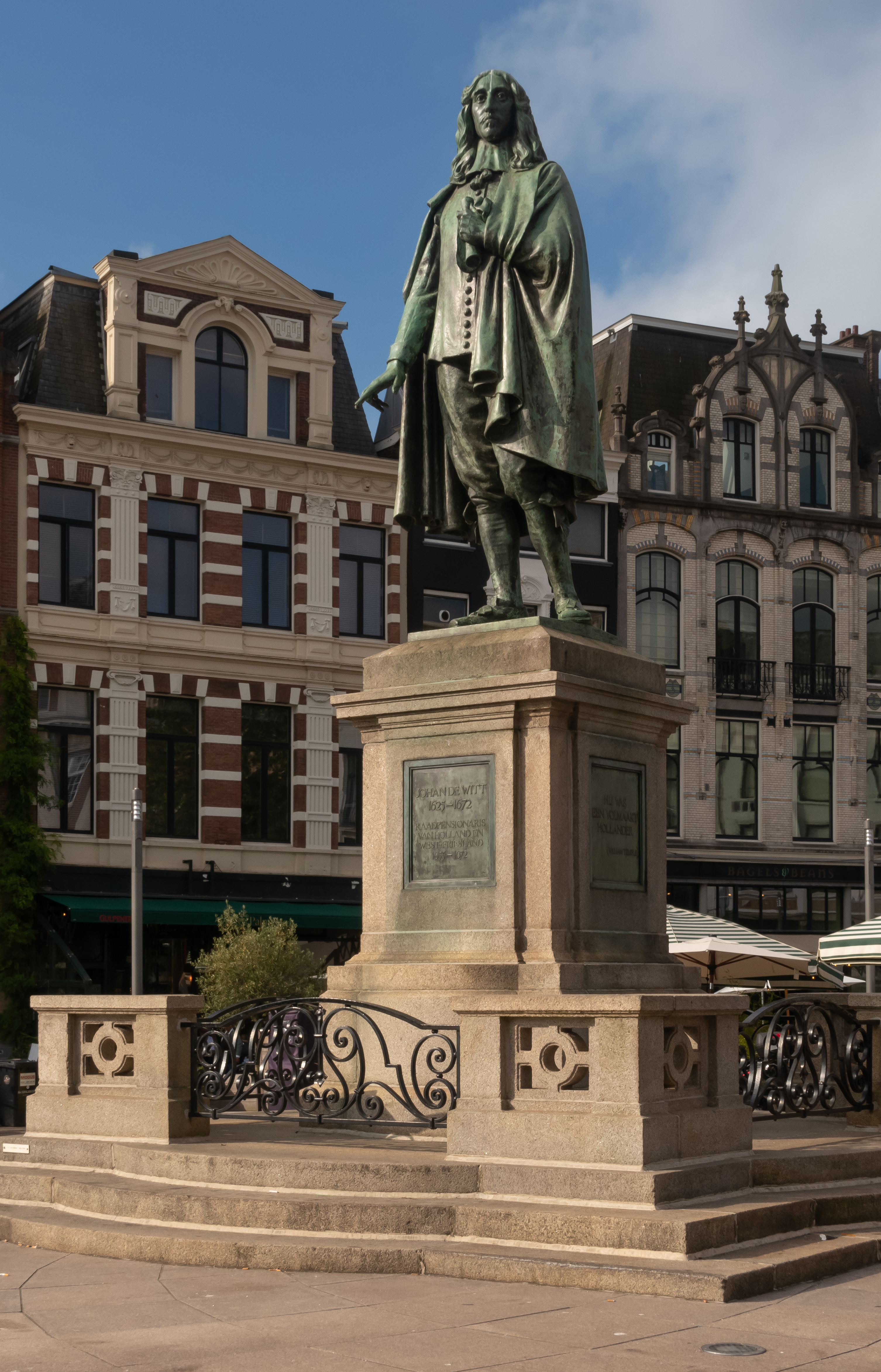
La Haye, la statue de Johan de Witt

Johan de Witt, en français Jean de Witt, né le 24 septembre 1625 à Dordrecht et mort le 20 août 1672 à La Haye, seigneur de Zuid- en Noord-Linschoten, Snelrewaard, Hekendorp et IJsselvere, est un homme politique de la république des Provinces-Unies, qui a été grand-pensionnaire de 1653 à 1672. Johan de Witt est le plus important représentant de la bourgeoisie hollandaise dans le gouvernement de la république, qu'il dirige de fait pendant une vingtaine d'années.
Il meurt massacré par la foule, ainsi que son frère Cornelis, à la suite de l'invasion des Provinces-Unies par la France en 1672, au début de la guerre de Hollande.

## Biographie

### Origines familiales et formation
Johan de Witt naît dans une famille patricienne de la ville de Dordrecht.
Il étudie le droit à l'université de Leyde.

### Travaux scientifiques
Il s'intéresse aux mathématiques et est l'auteur d'un traité, Elementa curvarum linearum traitant de la génération des sections coniques au moyen de pantographes. Cet ouvrage est publié en annexe de la réédition de la Géométrie de René Descartes dont la deuxième partie de l'édition latine date de 1661 (bien que le texte définitif date de 1659) par un ami de de Witt, Frans van Schooten, professeur de mathématiques à Leyde.
Il s'intéresse aussi au développement du calcul des probabilités. Dès 1670, il publie le premier traité moderne d'évaluation des rentes viagères par l'espérance mathématique (de la valeur actuelle des paiements futurs) sous le titre Waardije van Lyf-renten naer Proportie van Los-renten.

### Grand Pensionnaire
Une des clés de la réussite politique de De Witt réside dans son étroite collaboration avec son oncle Cornelis de Graeff, un des plus influents régents d'Amsterdam.
En 1653, à seulement 28 ans, il est choisi comme pensionnaire de Hollande (fonction appelée couramment « grand-pensionnaire »), c'est-à-dire porte-parole et secrétaire (de fait : président) des États provinciaux de Hollande.

#### La première guerre anglo-néerlandaise (1652-1654)
Depuis 1652, les Provinces-Unies (qui sont en paix avec l'Espagne depuis 1648) sont en guerre contre l'Angleterre à l'époque où celle-ci est une république dirigée par Cromwell. En 1654, il conclut la paix avec l'Angleterre, qui demande l'exclusion de la famille d'Orange-Nassau du stathoudérat, car depuis le mariage de Guillaume II avec Marie Henriette Stuart, fille de Charles Ier, Cromwell se défie des liens entre les Stuarts et la maison d'Orange.

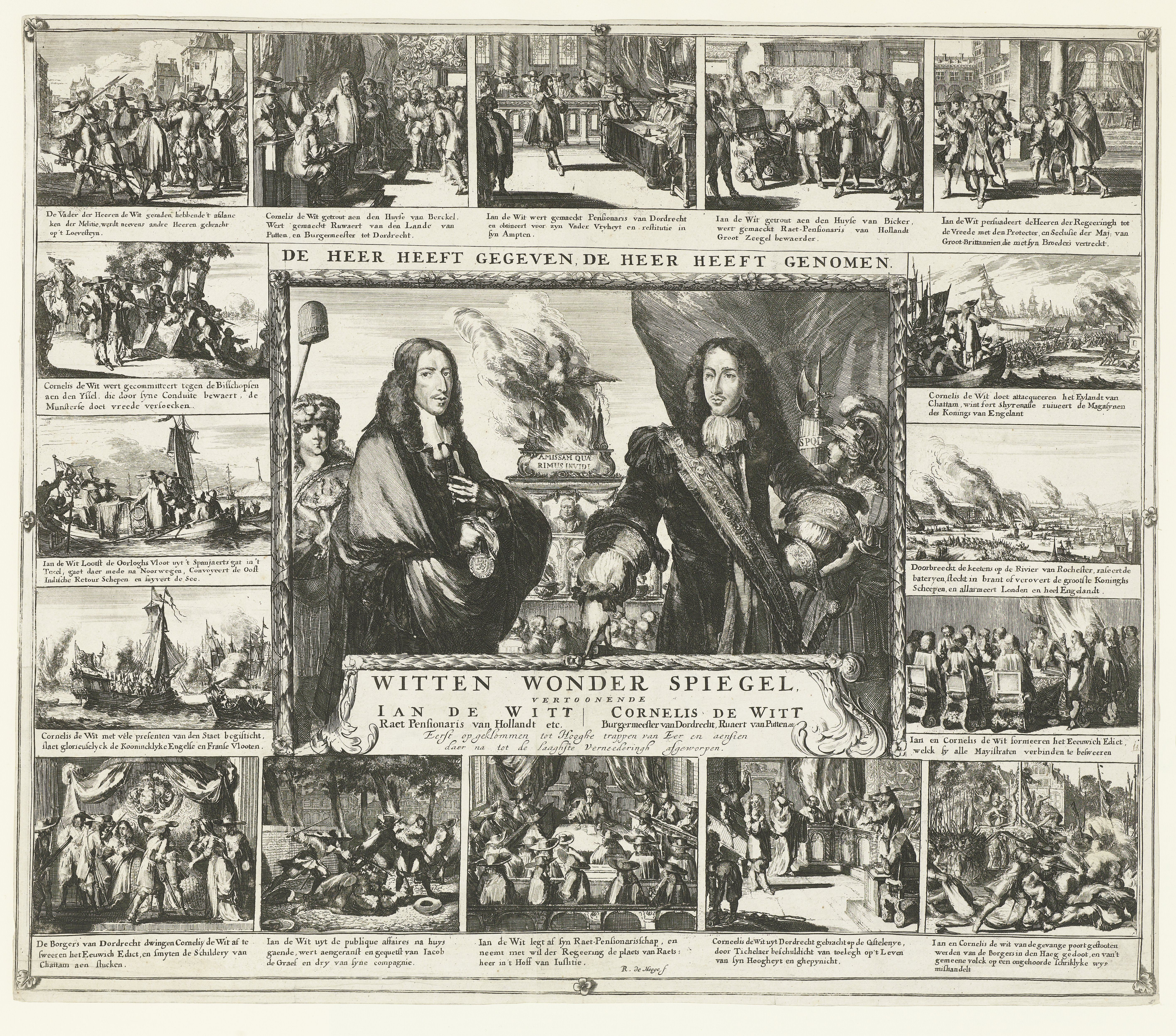
Grandeur et décadence des frères de Witt, 1675

#### La deuxième guerre anglo-néerlandaise (1665-1667)
Pendant la deuxième guerre anglo-néerlandaise (1665-1667), les Néerlandais bénéficient du grand incendie de Londres de 1666 ainsi que du raid sur la Medway mené par Michiel de Ruyter en 1667.
En tant que grand-pensionnaire, Johan de Witt supervise les négociations menant à la signature du traité de Breda (31 juillet 1667) menées conjointement avec la France, qui a participé, quoique de façon limitée, au conflit. Ce traité prévoit l'assouplissement des dispositions de l'édit de Navigation anglaise ainsi que la conservation des conquêtes effectuées pendant la guerre : les plantations du Suriname passent donc aux Provinces-Unies alors que la Nouvelle-Néerlande revient à l'Angleterre.

#### Politique intérieure
Sur le plan intérieur, il renforce la souveraineté des provinces. En 1667, par l'Édit perpétuel, De Witt et ses partisans (Andries de Graeff, Gaspar Fagel et Gillis Valckenier (nl)) abolissent la fonction de stathouder de Hollande et essaient d'influencer d'autres provinces pour faire de même, notamment la Zélande et Utrecht, ce qui revient à diminuer le rôle de la maison d'Orange-Nassau.

#### En étau entre France et Angleterre (1668-1670)

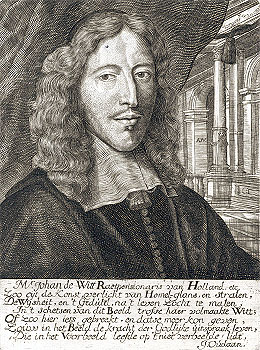

En 1668, les ambitions évidentes de Louis XIV aux Pays-Bas espagnols, notamment durant la guerre de Dévolution, inquiètent l'opinion publique néerlandaise.
Johan de Witt voit sa politique pro-française s'écrouler face à l'agitation pro-anglaise des Orangistes, qui entraînent dans leur sillage les régents des grandes villes.
Louis XIV, persuadé que la Triple alliance entre la Suède, les Provinces-Unies et l'Angleterre, établie pour contrecarrer ses desseins sur les Pays-Bas espagnols, est le fruit de la fourberie de De Witt, ne se sent plus tenu par l’alliance de 1663[réf. nécessaire]. Il cherche alors à créer une coalition contre la république en concluant avec Charles II d'Angleterre un traité secret, le traité de Douvres (1er juin 1670).

### La défaite face à la France, l'arrestation et le lynchage (1672)
En 1672, « l'année désastreuse », Johan de Witt ne peut empêcher Louis XIV d'envahir les Pays-Bas dans le cadre de la guerre de Hollande.
Accusé d'avoir livré la république à la France et de vouloir faire assassiner le prince Guillaume III d'Orange-Nassau, son frère Cornelis, emprisonné en attente d'un jugement pour haute trahison, est déchu de ses fonctions et condamné par le tribunal au bannissement et à une amende.
Le 20 août, au moment où son frère Johan vient le chercher, les deux hommes sont massacrés par une foule orangiste qui force les portes de leur cellule, puis mutile sauvagement leurs corps.

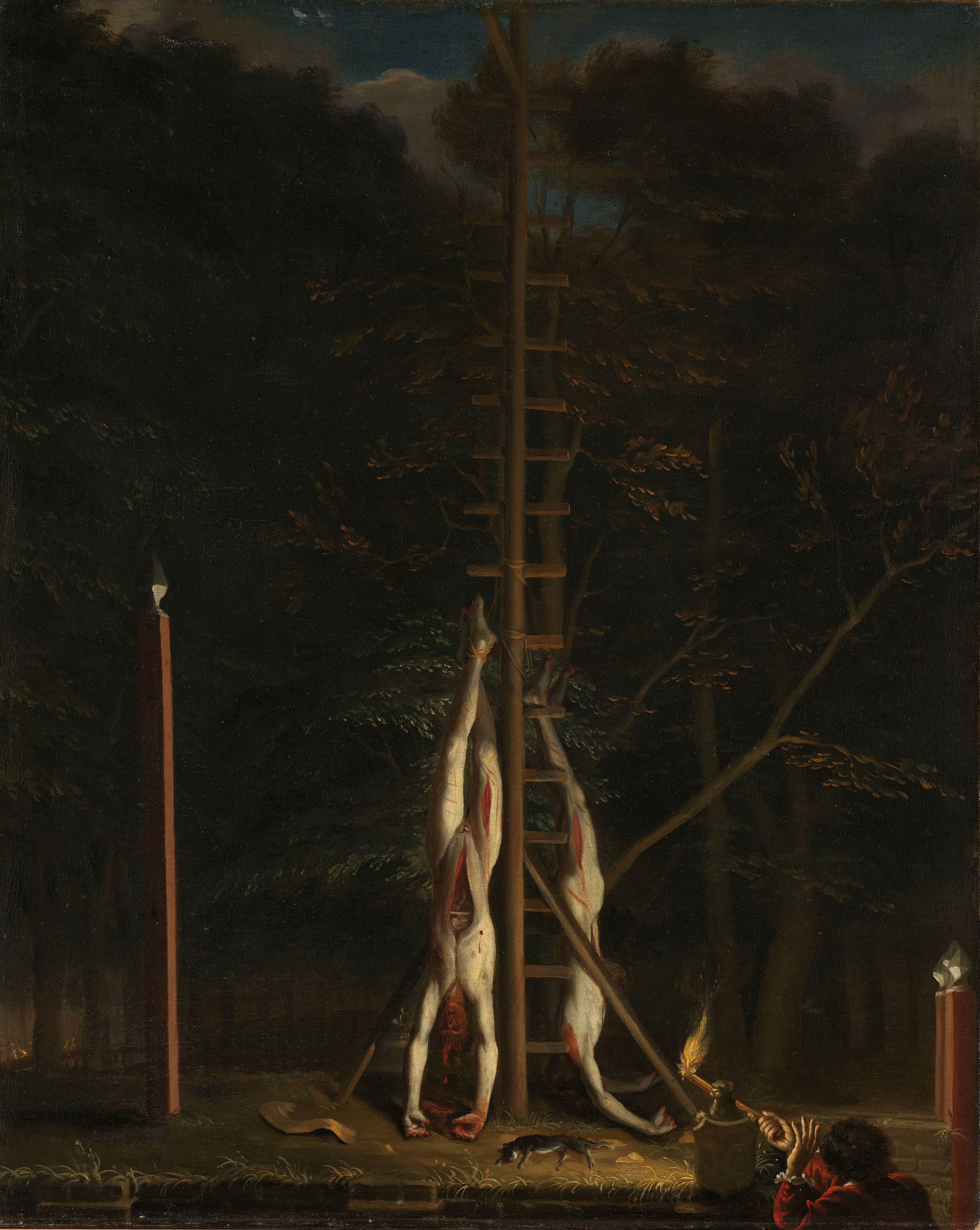
Les corps des frères De Witt sur le Groene Zoodje du Lange Vijverberg à La Haye, 20 août 1672 par Jan de Baen (Rijksmuseum Amsterdam).

Maxime Rovère décrit ainsi la scène :
« On se bouscule pour les voir, on leur arrache leurs vêtements, et à force d’onduler comme un océan en furie, la foule se découvre avide de les toucher, finit par leur ouvrir le ventre, puis se découvre avide de flairer leur sang, avide de s’en mettre sur elle. On parvient à suspendre les cadavres éviscérés au gibet… et on les frappe encore, encore et encore jusqu’à ce qu’ils perdent toute forme… »
La populace qui s'est amassée devant la prison mutile les cadavres des deux frères et leur arrache le cœur. Leurs membres, fraîchement découpés, sont vendus aux enchères. Selon certaines sources, des parties de leurs corps (dont un œil) auraient été mangées par leurs compatriotes,.
Scandalisé, Baruch Spinoza, proche des deux frères, souhaite afficher dans la rue qui a vu mourir les frères Witt un placard contre leurs assassins : Ultimi Barbarorum (« Les ultimes barbares », c'est-à-dire « les plus barbares d’entre les barbares »), ce dont on le dissuade afin de lui éviter de subir le même sort.

## Johan de Witt dans la culture
- Le lynchage, le massacre et la mutilation des corps ainsi que la distribution des morceaux des frères Witt en ville (sans évoquer les scènes d'anthropophagie), sont évoqués dans le chapitre IV du roman d'Alexandre Dumas (père) La Tulipe noire[11].

- Le film Michiel de Ruyter, sorti en France le 20 juin 2018 sous le titre Armada, présente la scène du lynchage des deux frères.
- Cette même scène est également évoquée en détail dans le roman de J.R. DOS SANTOS, « Spinoza, l’homme qui a tué Dieu »

## Hommages
- Le lycée de Dordrecht porte son nom.

## Galerie

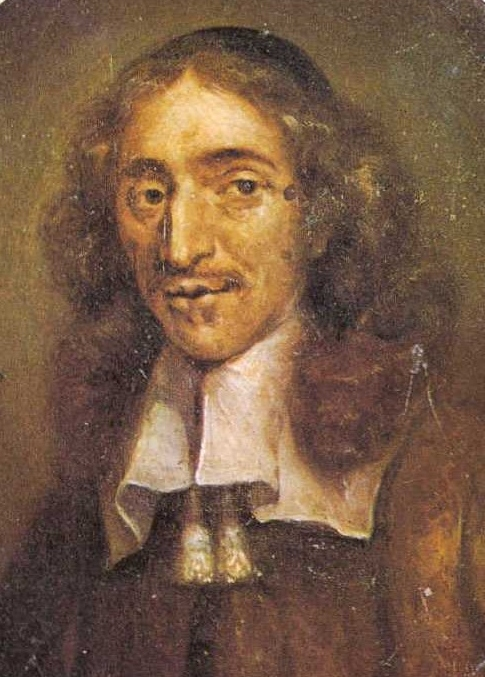
Portrait de Johan de Witt.
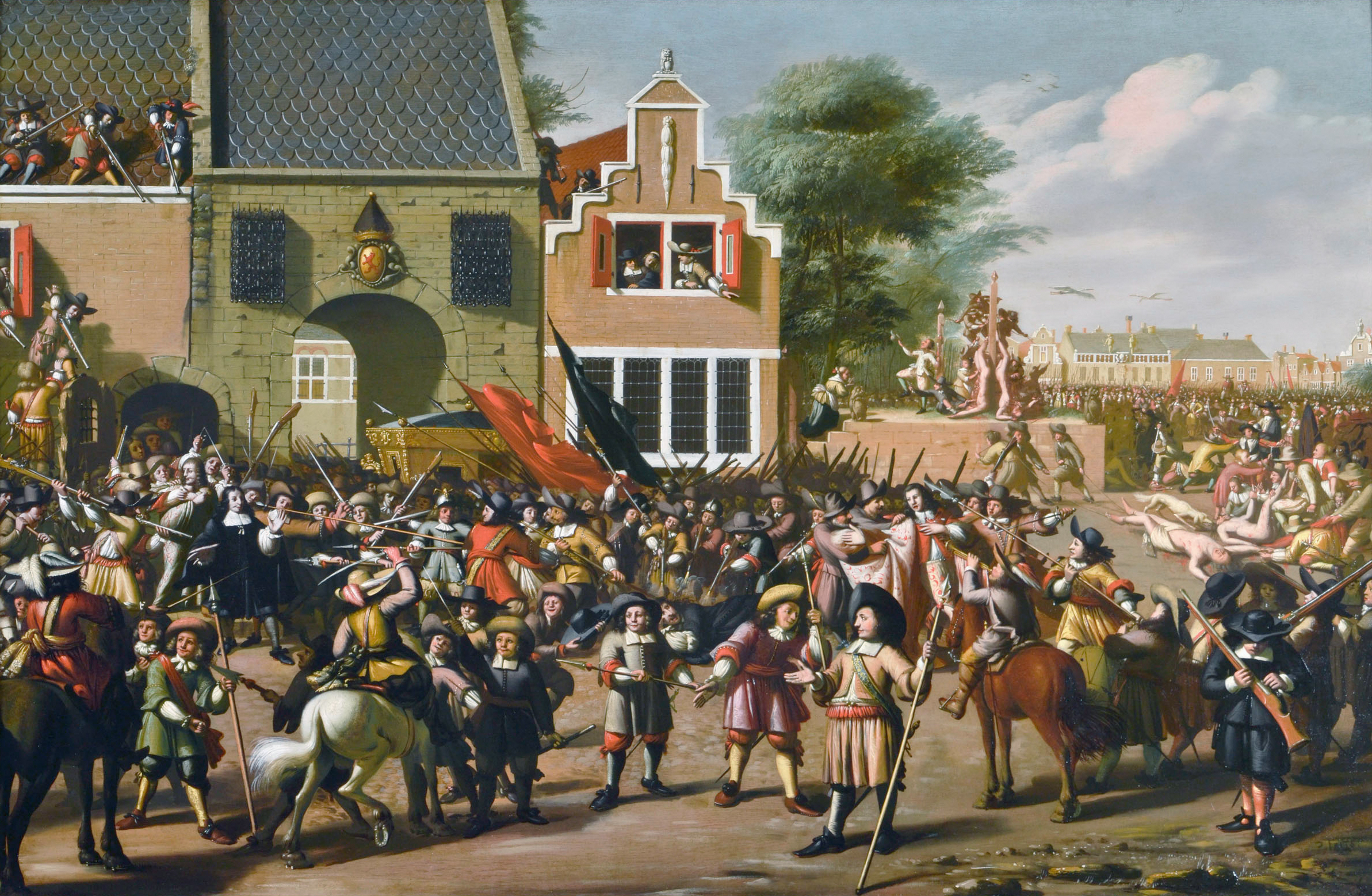
Assassinat des frères de Witt par P. Frits (1627-1708) .
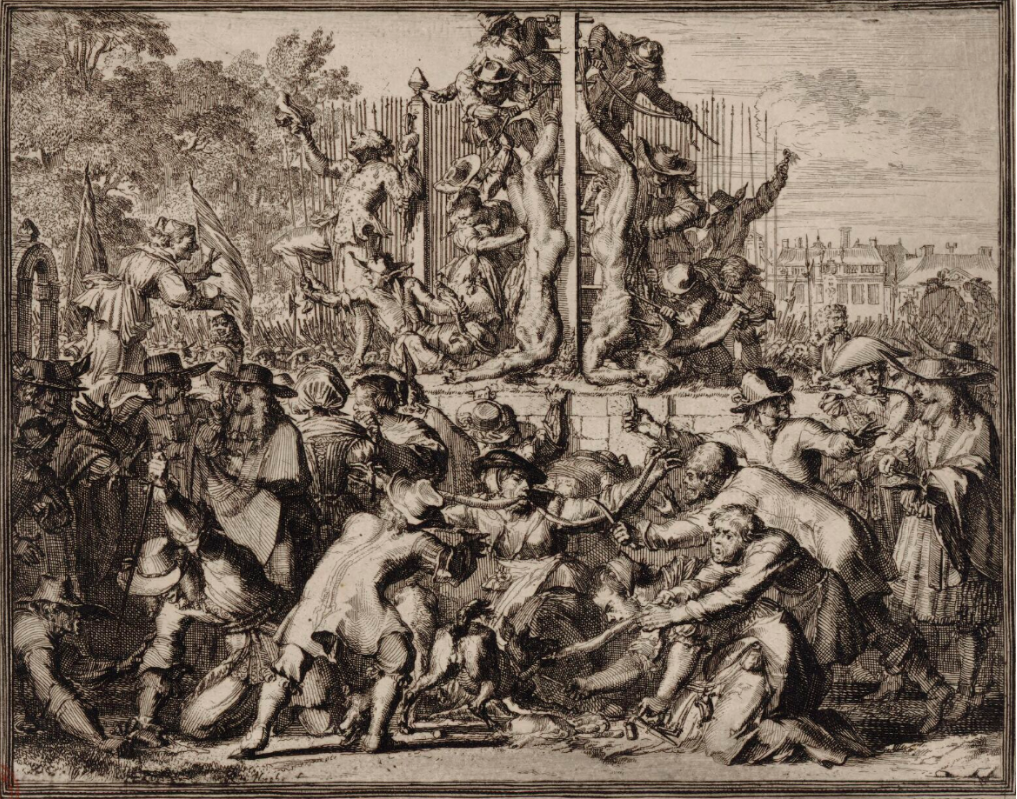
Mort de Messieurs Jean et Corneille de Wit, estampe de Romeyn de Hooghe (détail)
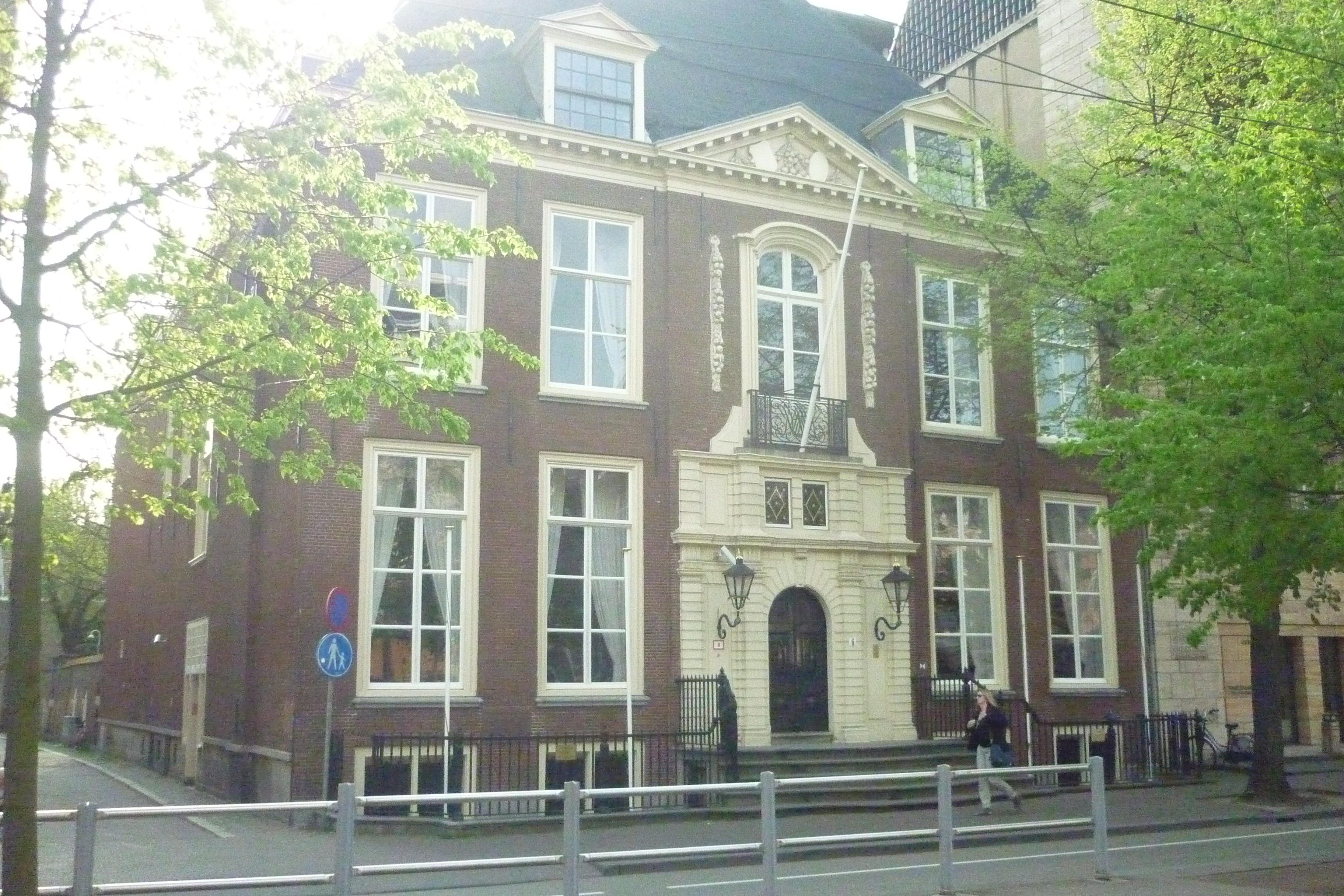
Maison de Johan de Witt à Kneuterdijk.
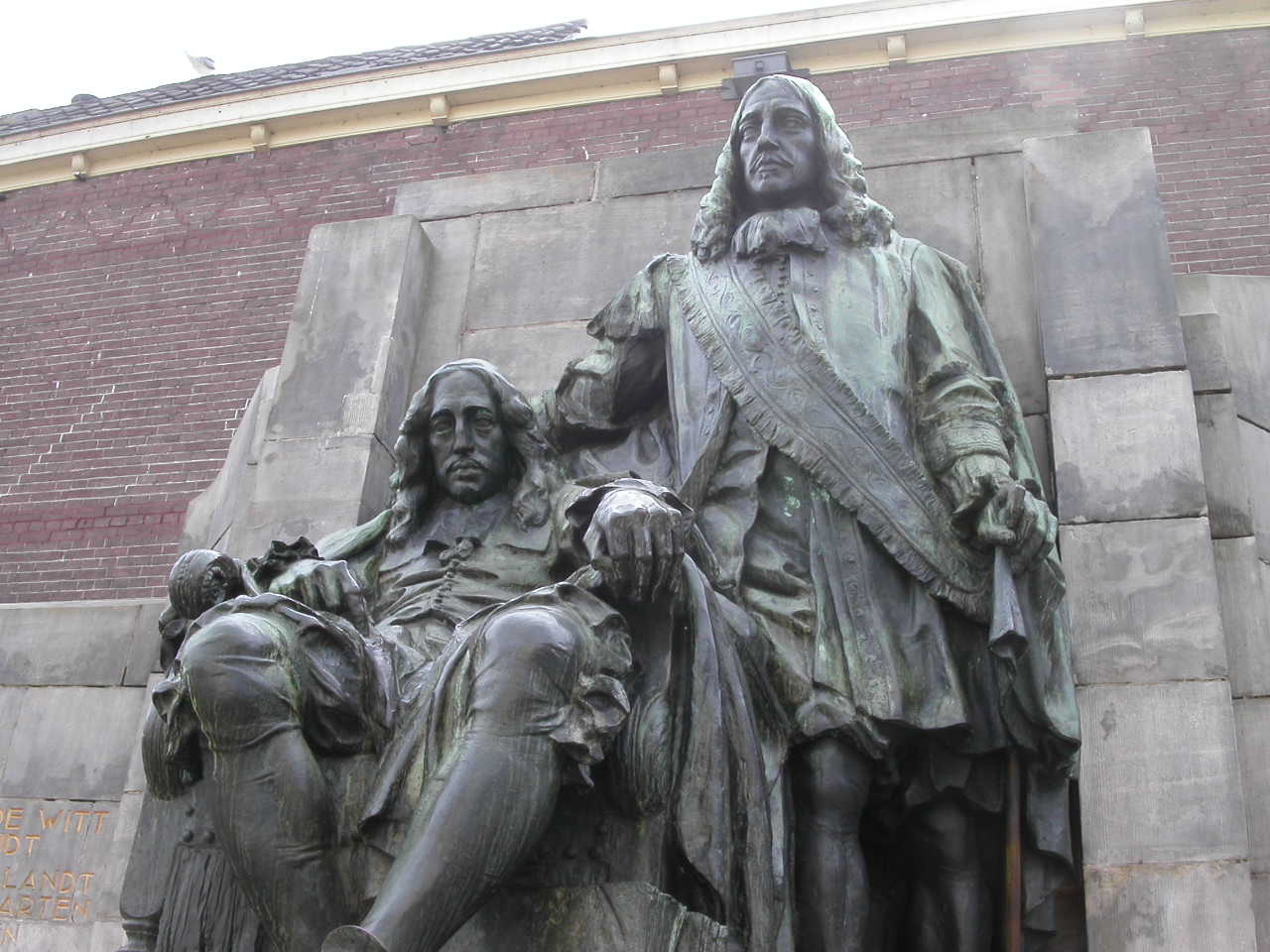
Statue des frères de Witt à Dordrecht.
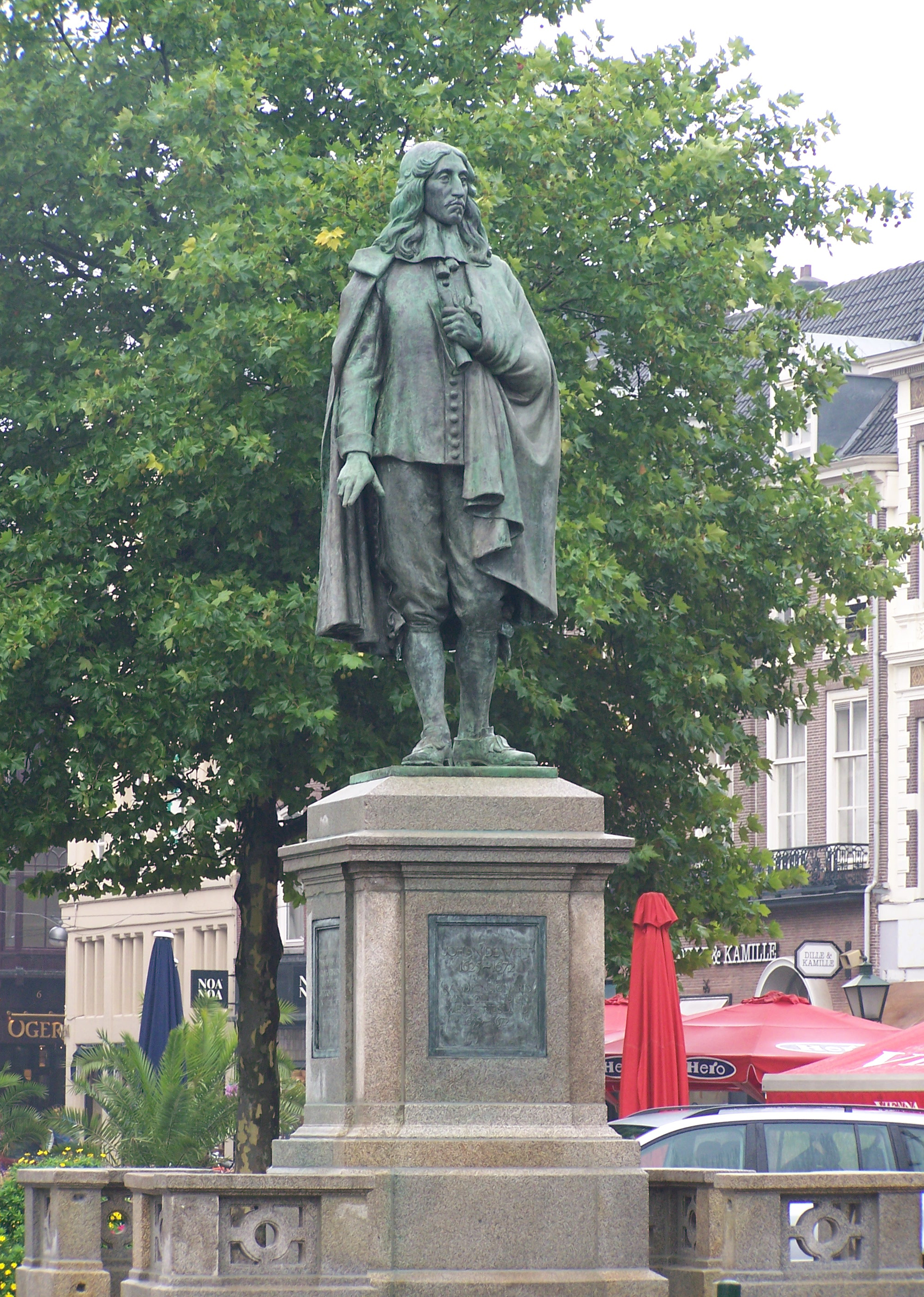
Statue de Johan de Witt à La Haye.
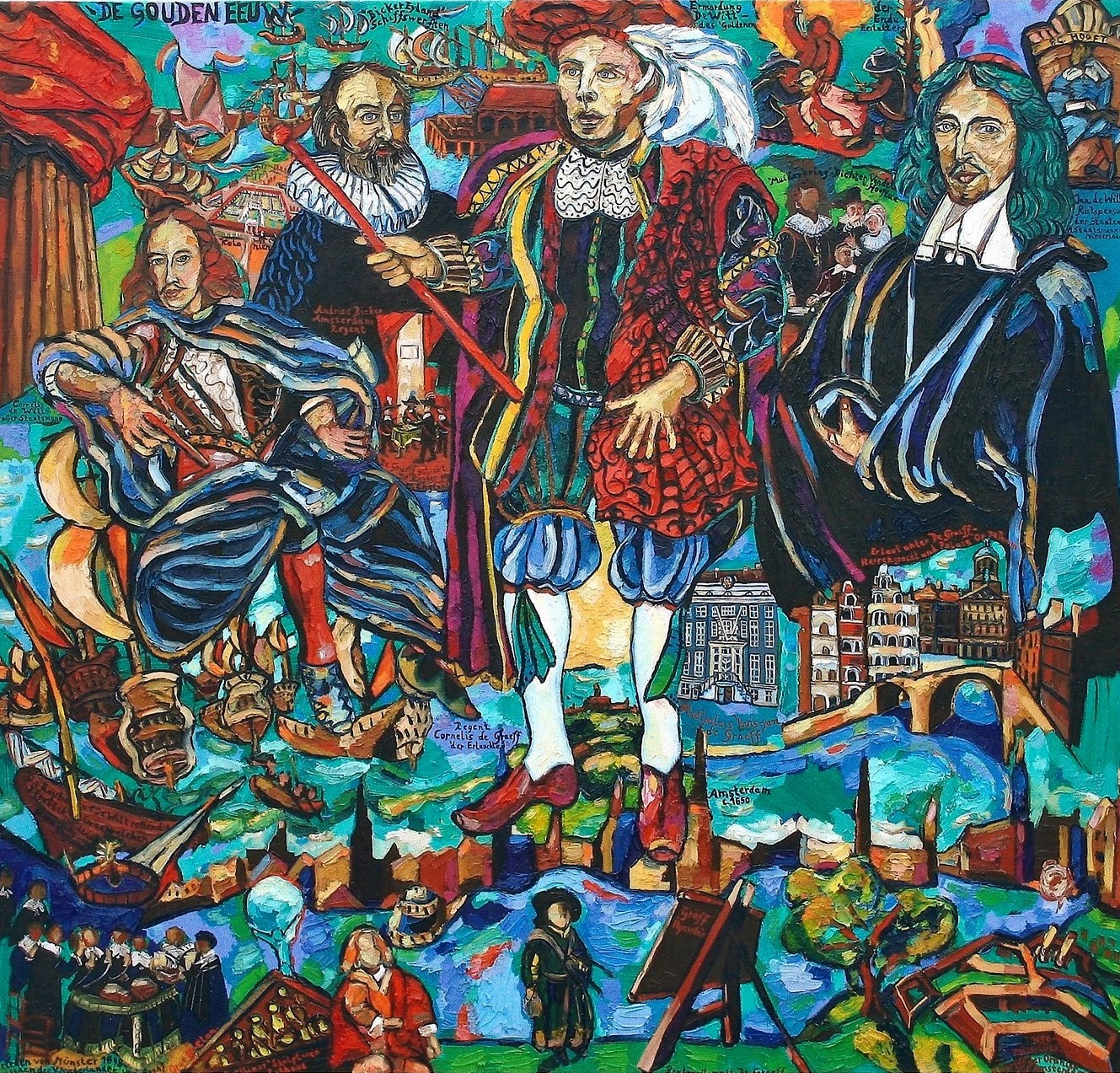
Peinture historique «De Gouden eeuw» (Siècle d'or néerlandais) avec des personnalités comme Johan de Witt (à droite). (peinture de Matthias Laurenz Gräff, 2007)